# Antena de Oro 2009
La XXXVII Edició dels premis Antena de Oro 2009 foren entregats el 29 de setembre de 2009 al casino d'Aranjuez (Madrid).

## Televisió
- Pedro Piqueras, director de serveis Informativos Telecinco i presentador d'informatius a les 15:00
- Jorge Fernández Madinabeitia, presentador de La ruleta de la suerte i Esta casa era una ruina, a Antena 3
- Helena Resano, presentadora de La Sexta Noticias.
- Jose Toledo, presentadora de Corazón, corazón.
- Luján Argüelles, presentadora de Password i Granjero busca esposa. Cuatro.
- Javier Algarra Bonet, presentador de l'informatiu d'Intereconomía.

## Ràdio
- Nacho Villa, Director de informatius de Cadena Cope.
- Montserrat Domínguez, Directora del programa A vivir que son dos días de la Cadena Ser.
- Siluetas, programa de RNE.
- Josemi Rodríguez-Sieiro, tertulià de Punto Radio i Onda Cero.

Esport
- Alberto Contador.

Teatre
- Lina Morgan.

Valors Humans
- Jesús Neira Rodríguez, col·laborador d'Espejo público.

 Ciència 
- Francisco Villarejo Ortega

## Trajectòria
- Bartolomé Beltrán Pons (Grupo Antena 3 i Onda Cero)[2]
- Jenaro Castro Muiña

## Política
- Patxi López, Lendakhari del País Basc.
- Antonio Basagoiti, Secretari General del PP al País Basc.